# Эвенсму, Сигурд
Сигурд Эвенсму (норв. Sigurd Evensmo ; 14 февраля 1912, Хамар, провинции Хедмарк — 17 октября 1978, Осло) — норвежский прозаик, драматург, сценарист, журналист, критик и публицист.

## Биография
Сын железнодорожного служащего. Во время учёбы в университете Осло был связан со студенческим социал-демократическим, а позже, коммунистическим движением Норвегии, сосредоточенным вокруг газеты «Mot Dag». Стал активистом молодёжного крыла Норвежской рабочей партии.
В 1930 занялся журналистикой. Сотрудничал с рядом газет и журналов для рабочего класса, в частности, «Arbeiderbladet» и «Fremtiden».
К началу Второй мировой войны стал убежденным антифашистом и демократом. Во время оккупации Норвегии немецко-фашистским войсками участвовал в Движении Сопротивления, издавал газету «Bulletin» («Бюллетень»). В 1942 был арестован и 22 месяца провёл в заключении в концлагере.
После окончания войны посвятил себя литературному творчеству и журналистике. В 1953—1959 был издателем и главным редактором газеты «Orientaring».
С 1952 по 1975 работал в качестве государственного цензора кинематографии Норвегии.

## Творчество
Автор ряда прозаических и драматических произведений, сценариев фильмов, статей в области кинокритики.
Как драматург дебютировал в 1934 г. со своей первой театральной пьесой «Конфликт» («Konflikt»).
В 1945 году под впечатлениям военных лет написал роман «Беглецы» («Englandsfarere», 1945, рус. пер. 1962) — один из лучших норвежских романов о Движении Сопротивления, об участии в нём людей разных социальных групп.
Реалистическая трилогия С. Эвенсму «Граница» («Grenseland», 1947), «Летучие мыши» («Flaggermusene», 1949), «Домой» («Hjemover», 1951) — своеобразная социальная история Норвегии 1930—1940-х гг. на фоне международных событий, была отмечена премией Ассоциации норвежских критиков. Позже, по трилогии был снят телесериал.
Эвенсму — автор первого норвежского научно-фантастического антивоенного романа «Загадка нулевого года» («Gåten fra år null», 1957), в котором нарисована вымышленная картина Земли после атомной катастрофы. В сценарии «Африканцы» («Afrikaneren», 1965) выступил против расовой дискриминации. За ним последовали научно-фантастические книги «Femten døgn med Gordona» и "Miraklet på Blinder"n.
В 1967 писатель опубликовал книгу «Большое тиволи. Норвежское кино за 70 лет» («Det store tivoli. Film og kino i Norge gjennom 70 år») — первую в Норвегии историю национальной кинематографии.
В книге «Насилие в фильмах» («Vold i filmene», 1969) поставлена проблема борьбы с фильмами ужасов.
Совм. с А. Бринхманом опубликовал книгу «Норвежские писатели во время войны и мира» («Norske forfattere i krig og fred», 1968).

## Избранные произведения

### Проза
- 1945 Englandsfarere, novel
- 1946 Oppbrudd etter midnatt, novel
- 1947 Grenseland, novel
- 1949 Flaggermusene, novel
- 1951 Hjemover, novel
- 1954 Glassveggen, collection of stories
- 1955 Trollspeilet: streiftokt i film
- 1956 Østenfor vest og vestenfor øst: Jugoslavia under Tito
- 1956 Gåten fra år null, novel
- 1962 Femten døgn med Gordona, novel
- 1964 Feider og finter
- 1966 Miraklet på Blindern, novel
- 1967 Det store tivoli: film og kino i Norge gjennom 70 år
- 1969 Vold i filmene: ett års kinoprogrammer i Norge og noen perspektiver
- 1970 Observasjoner, essay collection
- 1971 Den nakne sannheten: sex i filmene
- 1974 Gyldendal og gyldendøler
- 1976 Inn i din tid
- 1978 Ut i kulda

### Драмы
- 1934 Konflikt
- 1952 Fredsprisen (радиоспектакль)
- 1981 Stengetid

## Награды и премии
- 1951 — Премия Ассоциации норвежских критиков
- 1976 — литературная премия Gyldendals legat
- 1977 — номинировался на литературную премию Северного Совета.